# Enrico II di Francia
Enrico II di Valois (Saint-Germain-en-Laye, 31 marzo 1519 – Parigi, 10 luglio 1559) è stato re di Francia dal 1547 al 1559.

## Biografia
Enrico II di Francia nacque a Saint-Germain-en-Laye il 31 marzo 1519 ed era il maschio secondogenito di re Francesco I e di Claudia di Francia, figlia a sua volta di re Luigi XII. 
Da bambino, insieme al fratello maggiore Francesco, fu tenuto prigioniero in ostaggio da Carlo V in Spagna, al buio e in totale isolamento. Entrambi i bambini avevano dimenticato il francese e riconoscevano solo qualche parola spagnola. Dopo la liberazione, avvenuta dietro riscatto, le angustie sofferte durante la prigionia continuarono ad avere conseguenze sulla personalità dei principi.
Nel 1533 sposò Caterina de' Medici. Alla morte a soli diciotto anni del fratello maggiore Francesco nel 1536, Enrico divenne l'erede al trono (Delfino) e duca di Bretagna (titolo portatogli dalla madre che a sua volta l'aveva ereditato da Anna di Bretagna). 
La sua politica fu fortemente influenzata dalla sua amante, Diana di Poitiers, e dal duca Anne di Montmorency. Durante il suo regno, Enrico continuò la guerra intrapresa dal padre contro l'imperatore Carlo V; nel 1552, oltre ad annettere alla Francia i vescovati di Metz, Toul e Verdun, strappò il Piemonte e la Savoia agli spagnoli. Nello stesso anno assunse il titolo di "protettore delle libertà tedesche", ovvero protettore della causa protestante in Germania, ottenendo così in più occasioni la possibilità di intromissione all'interno dell'Impero. Nel 1549 aveva annesso anche il Marchesato di Saluzzo, dopo la caduta del marchese Gabriele.
Nel 1557-58, nella guerra contro l'Inghilterra alleata della Spagna, riuscì a riconquistare Calais e Guînes, gli ultimi possedimenti inglesi in Francia. Sul fronte spagnolo, la guerra conobbe una battuta d'arresto con la clamorosa sconfitta nella battaglia di San Quintino (1557), inferta alla Francia da Emanuele Filiberto di Savoia, che guidava le armate di Filippo II di Spagna. La pace venne ristabilita con il trattato di Cateau-Cambrésis (1559), con cui Enrico rinunciò ai suoi possedimenti in Italia, restituendo, in particolare, il Ducato di Savoia al suo legittimo sovrano. Negli ultimi anni di regno, Enrico, fervente cattolico, cominciò la persecuzione religiosa degli ugonotti.
Il 30 giugno 1559, durante i festeggiamenti seguiti alle firme del trattato di pace di Cateau-Cambrésis e al matrimonio della figlia primogenita Elisabetta con il re di Spagna Filippo II, Enrico II venne ferito, mentre prendeva parte a una giostra, in un tragico incidente. La lancia scheggiata di Gabriele I di Lorges, conte di Montgomery gli si conficcò attraverso la celata dell'elmo in un occhio. Morì dopo una decina di giorni di agonia. Gli succedettero di seguito ben tre dei suoi figli, a partire da Francesco II. Vuole la leggenda che questo infausto evento fosse stato predetto da Nostradamus; tale affermazione è però smentita dall'epistola a Enrico II che introduce la seconda parte delle Centurie, dove Nostradamus predice grandi cose a Enrico II, che in realtà morì appena dopo la prima apparizione del documento.

## Matrimonio e figli
Il 28 ottobre 1533 sposò Caterina de' Medici (13 aprile 1519 - 5 gennaio 1589); il matrimonio rimase per più di dieci anni sterile, ma dopo questo periodo di infertilità la coppia ebbe ben dieci figli, sette dei quali sopravvissuti all'infanzia.
- Francesco II (1544 - 1560). Delfino di Francia dall'ascesa al trono del padre (1547), morto il quale salì al trono come Francesco II, a soli quindici anni. Sposò la regina di Scozia Maria Stuarda, a cui era promesso dall'infanzia e che era cresciuta con lui. Mantenne la corona per un anno: nel 1560 un ascesso cerebrale lo uccise senza che avesse lasciato figli.
- Elisabetta (1545 - 1568). Regina consorte di Spagna come terza moglie di Filippo II; dal marito ebbe solo due figlie: (Isabella Clara Eugenia e Caterina Michela) prima di morire d'aborto.
- Claudia (1547 - 1575). Morta di parto dopo avere sposato Carlo III di Lorena e avere avuto da lui nove figli.
- Luigi (3 febbraio 1549 - 24 ottobre 1550). Duca d'Orléans, morì prima ancora di aver compiuto un anno.
- Carlo IX (1550 - 1574). Duca d'Orléans dalla nascita, divenne re di Francia e regnò dai 10 ai 23 anni con il nome di Carlo IX, rimanendo sotto la reggenza della madre de jure fino ai 13 anni, de facto fino alla prematura morte. Ebbe due figli: una, Maria Elisabetta (1572-1578), dalla moglie Elisabetta d'Asburgo, che aveva sposato nel 1570, e uno illegittimo, Carlo (1573-1650), dall'amante Marie Touchet.
- Enrico III (1551 - 1589). Portò durante l'infanzia e la giovinezza il titolo prima di duca d'Angoulême, poi di duca d'Orléans e infine di duca d'Angiò. Fu eletto re di Polonia nel 1573; l'anno successivo, alla morte del fratello, rinunciò alla corona polacca per ottenere, ultimo della casata dei Valois, quella di Francia come Enrico III. Dalla moglie Luisa di Lorena-Vaudémont, sposata nel 1575, non ebbe figli. Prima di morire, ucciso da un monaco fanatico il 2 agosto del 1589, si distinse per la lotta contro la Lega cattolica e l'abitudine di attorniarsi di mignon.
- Margherita (1553 - 1615). Come prima moglie di Enrico IV fu la regina consorte di Francia e di Navarra fino al 1599, quando il matrimonio fu annullato senza che la coppia avesse generato eredi. Di temperamento anticonvenzionale, portò avanti un'agenda politica indipendente, in opposizione prima al fratello Enrico III e poi al marito. Esercitò una notevole influenza sul fratello Francesco d'Alençon, coadiuvando e indirizzando i suoi intrighi. Durante il regno, si segnalò anche per le sue avventure galanti e per le attività intellettuali, scrisse alcune opere, fra le quali le Memorie. Nel XIX secolo fu soprannominata "regina Margot".
- Francesco Ercole (1555 - 1584). Duca d'Alençon, poi d'Angiò. Durante le guerre di religione francesi, alla guida dei Malcontenti complottò a lungo, manovrato dalla sorella Margherita, per salire al trono ai danni del fratello Enrico III, e poi ottenere il trono dei Paesi Bassi, che si erano ribellati a Filippo II di Spagna. Di salute cagionevole (era nato con una lieve forma di nanismo e da piccolo era stato infiacchito dal vaiolo), morì di tubercolosi senza lasciare figli.
- Vittoria (24 giugno 1556 - 17 agosto 1556). Gemella di Giovanna, morta a meno di due mesi.
- Giovanna (24 giugno 1556). Gemella di Vittoria, nata morta a causa della frattura alle gambe che i chirurghi le inflissero per salvare la madre[3].

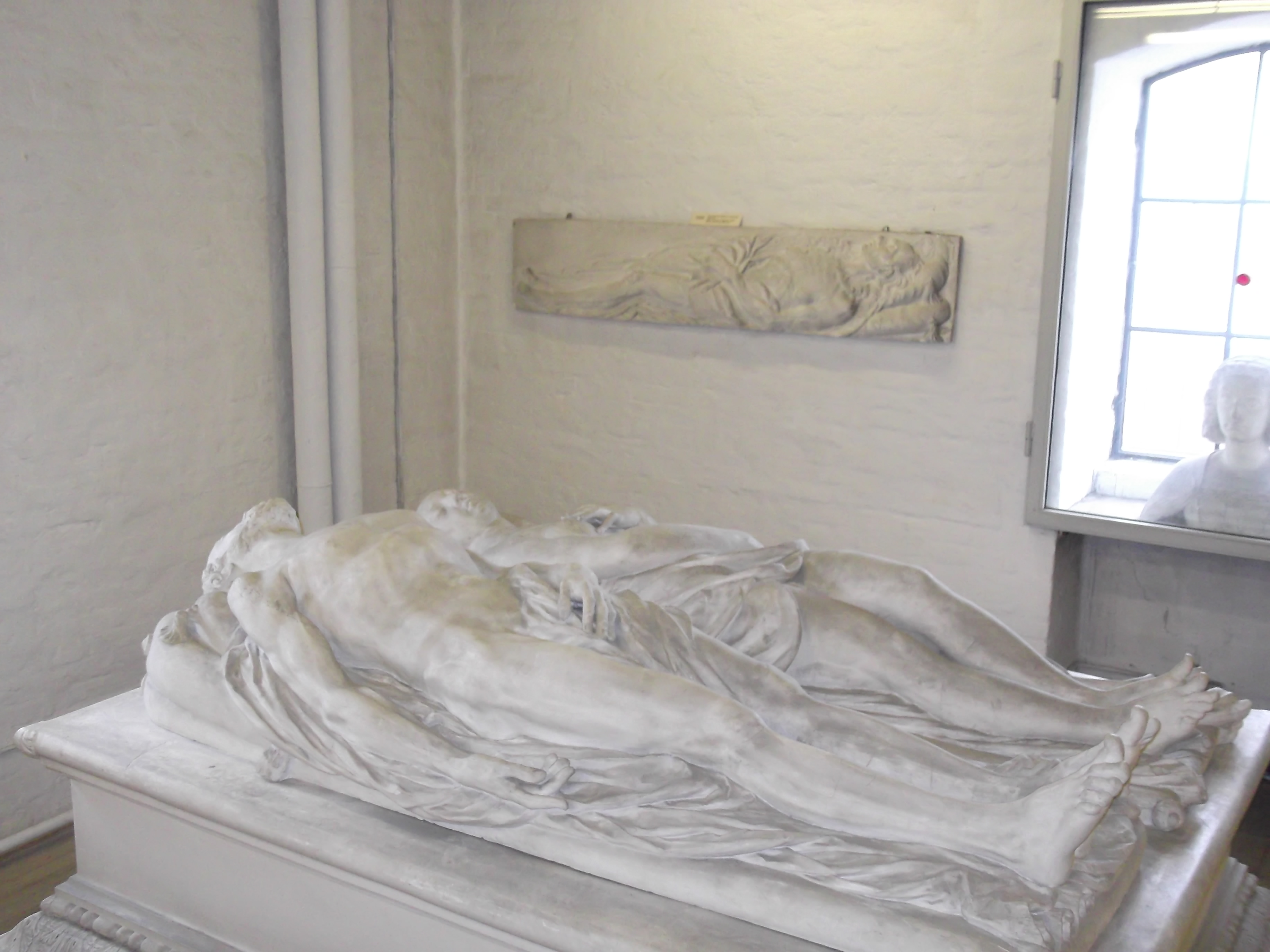
Sarcofago di Enrico II e Caterina de' Medici

Enrico II ebbe anche tre figli illegittimi:
- da Filippa Duci:

Diana di Francia, Duchessa d'Angoulême (1538 - 1619). Allevata da Diana di Poitiers, sposò François, duca di Montmorency.

- da Janet Stewart:

Enrico d'Angoulême (1551 - giugno 1586). Fu legittimato e diventò governatore della Provenza.

- da Nicole de Savigny:

Henri de Saint-Rémy (1557 - 1621) a cui fu dato il titolo di conte di Saint-Rémy; una dei suoi discendenti fu Jeanne de Saint-Rémy de Valois, contesse de la Motte, famosa per il ruolo avuto nell'affare della collana.

## Ascendenza
|                           |                         |                           | Genitori                     |  |  | Nonni |  |  | Bisnonni                     |  |  | Trisnonni                 |  |
|                           |                         |                           |                              |  |  |       |  |  | Giovanni di Valois-Angoulême |  |  | Luigi I di Valois-Orléans |  |
|                           |                         |                           |                              |  |  |       |  |  | Giovanni di Valois-Angoulême |  |  | Luigi I di Valois-Orléans |  |
|                           |                         | Valentina Visconti        |                              |  |  |       |  |  | Giovanni di Valois-Angoulême |  |  |                           |  |
| Carlo di Valois-Angoulême |                         |                           |                              |  |  |       |  |  | Giovanni di Valois-Angoulême |  |  |                           |  |
|                           |                         | Margherita di Rohan       | Alain IX de Rohan            |  |  |       |  |  |                              |  |  |                           |  |
|                           |                         | Margherita di Rohan       | Alain IX de Rohan            |  |  |       |  |  |                              |  |  |                           |  |
|                           |                         | Margherita di Rohan       | Margherita di Bretagna       |  |  |       |  |  |                              |  |  |                           |  |
| Francesco I di Francia    |                         | Margherita di Rohan       |                              |  |  |       |  |  |                              |  |  |                           |  |
|                           |                         | Filippo II di Savoia      | Ludovico di Savoia           |  |  |       |  |  |                              |  |  |                           |  |
|                           |                         | Filippo II di Savoia      | Ludovico di Savoia           |  |  |       |  |  |                              |  |  |                           |  |
|                           |                         | Filippo II di Savoia      | Anna di Cipro                |  |  |       |  |  |                              |  |  |                           |  |
| Luisa di Savoia           |                         | Filippo II di Savoia      |                              |  |  |       |  |  |                              |  |  |                           |  |
|                           |                         | Margherita di Borbone     | Carlo I di Borbone           |  |  |       |  |  |                              |  |  |                           |  |
|                           |                         | Margherita di Borbone     | Carlo I di Borbone           |  |  |       |  |  |                              |  |  |                           |  |
|                           |                         | Margherita di Borbone     | Margherita di Baviera        |  |  |       |  |  |                              |  |  |                           |  |
| Enrico II di Valois       |                         | Margherita di Borbone     |                              |  |  |       |  |  |                              |  |  |                           |  |
|                           | Carlo di Valois-Orléans | Luigi I di Valois-Orléans |                              |  |  |       |  |  |                              |  |  |                           |  |
|                           | Carlo di Valois-Orléans | Luigi I di Valois-Orléans |                              |  |  |       |  |  |                              |  |  |                           |  |
|                           | Carlo di Valois-Orléans | Valentina Visconti        |                              |  |  |       |  |  |                              |  |  |                           |  |
| Luigi XII di Francia      | Carlo di Valois-Orléans |                           |                              |  |  |       |  |  |                              |  |  |                           |  |
|                           |                         | Maria di Clèves           | Adolfo I di Kleve            |  |  |       |  |  |                              |  |  |                           |  |
|                           |                         | Maria di Clèves           | Adolfo I di Kleve            |  |  |       |  |  |                              |  |  |                           |  |
|                           |                         | Maria di Clèves           | Maria di Borgogna            |  |  |       |  |  |                              |  |  |                           |  |
| Claudia di Francia        |                         | Maria di Clèves           |                              |  |  |       |  |  |                              |  |  |                           |  |
|                           |                         | Francesco II di Bretagna  | Riccardo di Dreux            |  |  |       |  |  |                              |  |  |                           |  |
|                           |                         | Francesco II di Bretagna  | Riccardo di Dreux            |  |  |       |  |  |                              |  |  |                           |  |
|                           |                         | Francesco II di Bretagna  | Margherita di Valois-Orléans |  |  |       |  |  |                              |  |  |                           |  |
| Anna di Bretagna          |                         | Francesco II di Bretagna  |                              |  |  |       |  |  |                              |  |  |                           |  |
|                           |                         | Margherita di Foix        | Gastone IV di Foix           |  |  |       |  |  |                              |  |  |                           |  |
|                           |                         | Margherita di Foix        | Gastone IV di Foix           |  |  |       |  |  |                              |  |  |                           |  |
|                           |                         | Margherita di Foix        | Eleonora di Navarra          |  |  |       |  |  |                              |  |  |                           |  |
|                           |                         | Margherita di Foix        |                              |  |  |       |  |  |                              |  |  |                           |  |